# Celje

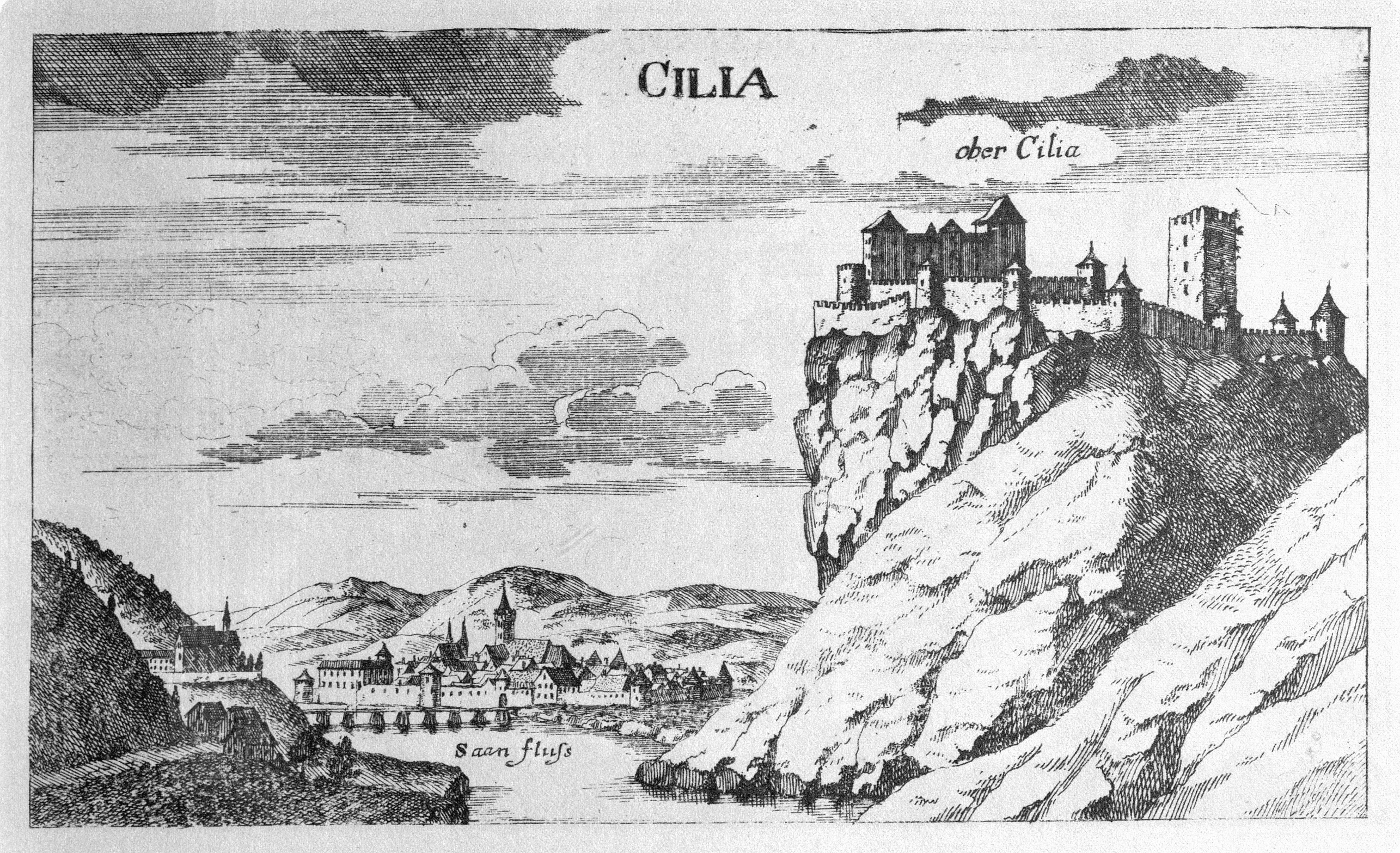
Cilli, Georg Matthäus Vischer, Topographia Ducatus Stiriae, Graz 1681

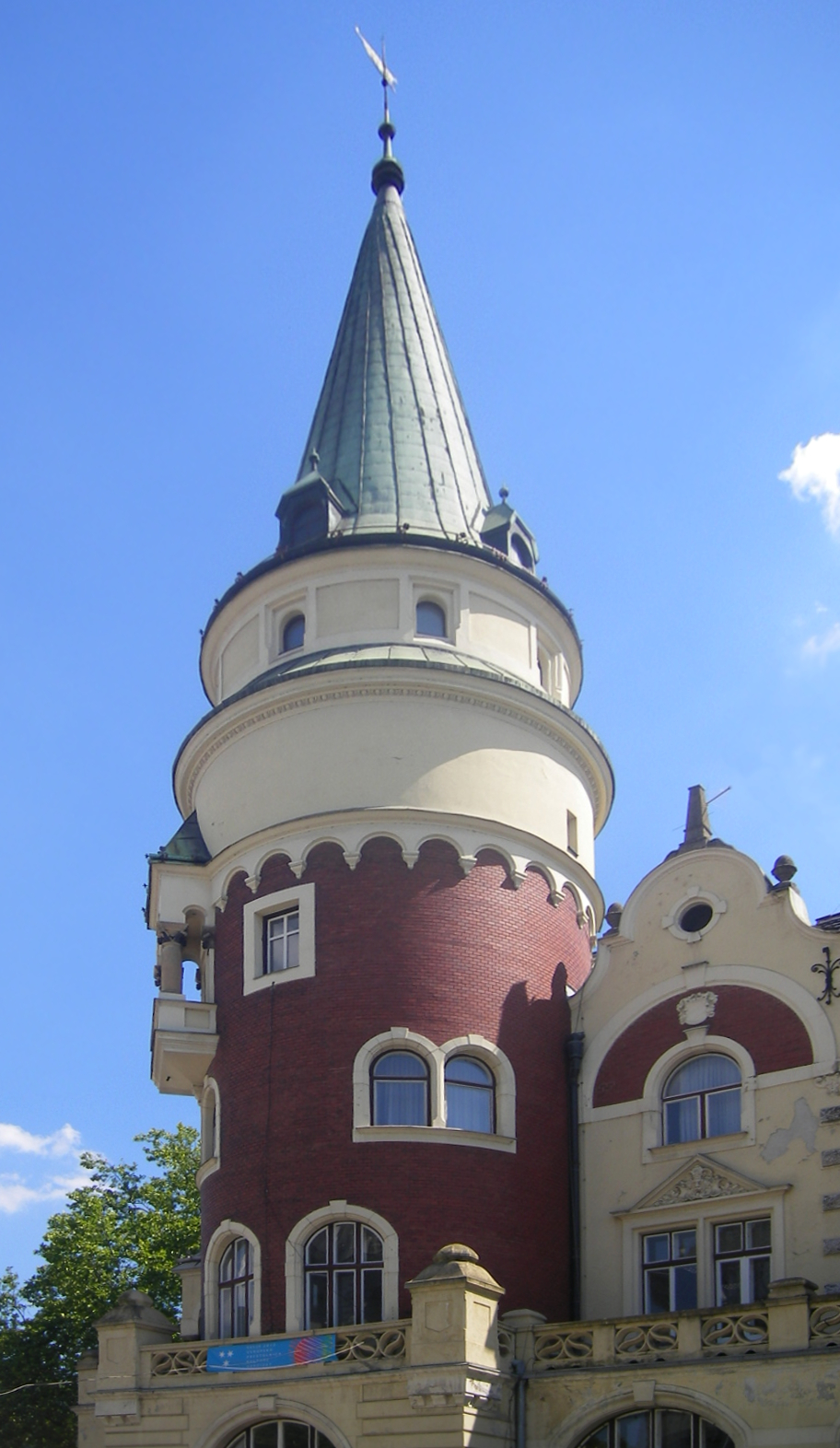
Ajuntament

Celje (en alemany: Cilli, en hongarès: Cille) és la tercera ciutat d'Eslovènia per nombre d'habitants. És la capital de la regió d'Estíria Inferior Sud-occidental (Jugozahodna Spodnja Štajerska) i la seu administrativa del municipi del mateix nom.
La ciutat està situada en el tram inferior de la vall de Savinja a la confluència dels rius Savinja, Ložnica i Voglajna (amb el seu afluent, el Hudinja) sota el turó del Castell de Celje (407 m).

## Símbols
L'escut de Celje fa referència als Comtes de Celje.
L'escut d'armes de Celje es va integrar en l'escut nacional eslovè el 1991. El mateix escut ja havia estat seleccionat el 1918, en finalitzar la Primera Guerra Mundial, quan Eslovènia es va unir a Sèrbia i Croàcia, formant el Regne de Iugoslàvia.

## Història
El primer assentament urbà del qual es té notícia correspon a l'època de la Cultura de Hallstatt.
Durant l'ocupació celta la ciutat va ser coneguda com a Kelea, i així apareix en les monedes encunyades per aquest poble. En temps de l'Imperi Romà es va anomenar Civitas Celeia. La ciutat va obtenir els seus drets municipals l'any 46, durant el mandat del Cèsar Claudi, sota el nom de municipium Claudia Celeia.
Els registres escrits afirmen que va ser una vila rica i densament poblada, envoltada de muralles defensives amb torres, palaus de marbre, carrers i places àmplies. En aquesta època va rebre el sobrenom de "la petita Troia" o Troia secunda. Una calçada romana comunicava Aquilea amb Panònia.
Celeia es va convertir ràpidament en una de les colònies romanes més florents i posseïa un nombre considerable d'edificis públics, entre els quals destacava el temple de Mart, famós en tot l'Imperi Romà. Celeia va ser incorporada a la diòcesi d'Aquilea cap a l'any 320, en temps de l'emperador Constantí I el Gran.
Durant les grans migracions dels segles V i VI la ciutat va ser arrasada. No es tornen a tenir notícies de la ciutat fins al segle xii, quan apareix sota el nom de Cylie en la Crònica d'Admont, escrita entre 1122 i 1137.
Celje va adquirir l'estatus de ciutat-mercat a la primera meitat del segle XIV i drets l'11 d'abril de 1451 per ordre del Comte Frederic II de Celje.

## Fills il·lustres
- Alenka Bratušek n. 1970, primera ministra d'Eslovènia.